# Aldisa binotata
Aldisa binotata is een slakkensoort uit de familie van de Cadlinidae. De wetenschappelijke naam van de soort werd voor het eerst geldig gepubliceerd in 1953 door Pruvot-Fol.